# Pica mourerae
Pica mourerae ist eine ausgestorbene Art der Rabenvögel (Corvidae). Der Vogel war ein Vertreter der Echten Elstern (Pica) und lebte vor rund 2,6 Millionen Jahren auf der Mittelmeerinsel Mallorca. In der Größe entsprach die Art der Elster (Pica pica), wies jedoch längere Beine und kürzere Flügel auf. Sie lebte wohl stärker terrestrisch als die heute verbliebenen Arten ihrer Gattung. Erste Fossilien der Art wurden in den 1970er Jahren gefunden. 2001 beschrieb Bartomeu Seguí sie als eigene Art und stellte sie in die Gattung Pica.

## Merkmale
Pica mourerae war ein mittelgroßer Rabenvogel. Ihr Tarsometatarsus maß 48–52 mm, ihr Humerus 40–41 mm. Das Verhältnis von Flügel- und Beinknochen zueinander war deutlich kleiner als bei heutigen europäischen Rabenvögeln; sie hatte also längere Beine und kürzere Flügel als etwa die Elster (Pica pica). Ansonsten glichen sich beide Vögel aber etwa in der Größe. 

## Fundorte und zeitlicher Horizont
Fossilien von Pica mourerae wurden bislang nur in der Höhle Pedrera de s’Ònix im Osten Mallorcas gefunden. Die entsprechende Schicht wird auf den Wechsel vom Plio- zum Pleistozän oder auf das frühe Pleistozän datiert, ist also in etwa 2,6 Millionen Jahre alt. Ein Fragment eines Rabenvogel-Humerus stammt aus der Cova de Son Bauçà und wird auf das mittlere Pleistozän datiert. Es würde den zeitlichen Horizont von Pica mourerae erweitern, sein Zustand erlaubt allerdings keine sichere Zuordnung zu einer bestimmten Art. Pica mourerae ist die bislang einzige Art der Echten Elstern, die auf Mallorca gefunden wurde. 

## Lebensweise
Die Verkürzung von Flügelknochen und die Verlängerung des Laufapparats ist bei vielen Inselendemiten zu beobachten. Sie stellt in der Regel eine Anpassung an einen räumlich stark begrenzten Lebensraum oder eine von Raubtieren weitgehend freie Umgebung dar. Sie führte bei Pica mourerae aber wohl nicht zum Verlust der Flugfähigkeit. 

## Systematik
Die bekannten Fossilien von Pica mourerae wurden bei verschiedenen Ausgrabungen in den 1970er Jahren gefunden. Sie wurden zunächst der Elster zugeschrieben, bevor Bartomeu Seguí sie 2001 in eine eigene Art stellte. Er führte als Begründung die abweichenden Proportionen und mehrere Feinmerkmale der Knochen an, die deutlich von denen der Elster abwichen. Als Artepitheton wählte er „mourerae“ um die Leistungen der Paläontologin Cécile Mourer-Chauvirés zu würdigen. Mourer-Chauviré hatte die Fossilien von Pica mourerae ursprünglich entdeckt und entscheidend zur Erforschung der plio-pleistozänen Vogelwelt der Balearen beigetragen. 